# Mamoru-kun ni megami no shukufuku o!
Mamoru-kun ni megami no shukufuku o! (護くんに女神の祝福を！, littéralement À Mamoru-kun, les bénédictions de la déesse !) est une série de light novels japonais écrite par Hiroki Iwata et illustrée par Toshiyuki Satô. Elle suit la vie du jeune lycéen Mamoru Yoshimura et sa petite amie Ayako Takasu, qui possède des pouvoirs magiques appelés « Béatrice ». La série commença sa publication le 25 septembre 2003 chez l'éditeur MediaWorks et y continue.
Plus tard, les livres sont adaptés en série anime, diffusée sur la chaîne WOWOW du 6 octobre 2006 au 30 mars 2007. Elle est longue de 24 épisodes.

## Trame
Mamoru-kun ni megami no shukufuku wo! est centré sur la vie de Mamoru Yoshimura, un jeune très intelligent accepté à un prestigieux lycée pour étudiants avec le pouvoir de « Béatrice ». Il rencontre la mystérieuse Ayako Takasu tout de suite lors de son premier jour au lycée ; elle est une étudiante jolie et populaire dont les pouvoirs Béatrice dépassent ceux de beaucoup d'autres, lui donnant le surnom de « Ange de la mort de Béatrice ». Peu après Ayako lui sourit, chose rare pour elle, et dit être amoureuse de Mamoru, quoiqu'elle ne l'eût jamais rencontré auparavant. Ce même jour, il rejoint le conseil des étudiants en tant qu'assistant d'Ayako et y commence à apprendre les dangers et les mystères du pouvoir de Béatrice.

## Personnages

### Membres du conseil
Mamoru Yoshimura (吉村護, Yoshimura Mamoru)
Seiyū (anime) : Akiko Kimura
Mamoru est un lycéen de petite taille qui vient d'être transféré à ce lycée dû à son intelligence. Le premier jour, il devient membre du conseil de classe et le petit ami d'un membre du conseil, qui lui déclara son amour plus tôt dans la journée. Il est souvent très timide et pas sûr de lui-même et ne comprend pas pourquoi Ayako l'aime. Il apprend plus tard qu'il a aussi le pouvoir de Béatrice.
Ayako Takasu (鷹栖絢子, Takasu Ayako)
Seiyū (anime) : Mikako Takahashi
Ayako est une lycéenne jolie et forte, la petite amie de Mamoru. Elle est très forte en pouvoir de Béatrice, la faisant quelquefois la cible d'assassins. Ayako est normalement très sérieuse et sourit peu, mais quand elle est avec Mamoru elle rougit et sourit un peu, bégaie et devient plus timide.
Maya Sudô (周藤摩耶, Sudô Maya)
Seiyū (anime) : Daisuke Ono
Maya est le président du conseil et est d'un caractère fort. Il fait assez souvent des choses qui irritent Ayako, au point où elle lui donne des coups de poing. Il a un coup de foudre pour Ayako.
Shione Sudô (周藤汐音, Sudô Shione)
Seiyū (anime) : Mamiko Noto
Shione est la vice-présidente du conseil et la petite sœur de Maya. Elle porte des coiffures extravagantes qu'elle change tous les jours ; son frère les dit « compliqués ». On ne la reconnut pas quand elle alla un jour au lycée avec ses cheveux normaux.
Mitsuki Fujita (藤田美月, Fujita Mitsuki)
Seiyū (anime) : Saeko Chiba
Mitsuki est la chargée des relations publiques du conseil. Elle adore prendre des photos et en prend beaucoup d'Ayako pour ensuite les vendre à des prix gonflés.
Anna Hase (長谷杏奈, Hase Ann))
Seiyū (anime) : Yuka Inokuchi
Anna est la secrétaire du conseil. Elle semble être la plus « normale » de tous ses membres.
Yôko Kirishima (桐島瑤子, Kirishima Yôko)
Seiyū (anime) : Fuyuka Ōura
La trésorière du conseil. Elle est très calme et a confiance en elle-même. Elle est la plus grande des filles.
Yûka Maruyama (丸山友香, Maruyama Yûka)
Seiyū (anime) : Kimiko Koyama
Yûka est la responsable sciences au conseil. Elle est très timide et a un chien appelé Aru.
Kôsuke Yagi (八木浩介, Yagi Kôsuke)
Seiyū (anime) : Shintarou Oohata
Kôsuke est le membre exécutif du conseil. Il est très grand et musclé et manie très bien les armes. Il parle en anglais souvent.

### Autres
Emelenzia Beatrix Rudiger (エメレンツェア·ベアトリクス·リューディガー, Emerentsea Beatorikusu Ryûdigâ)
Seiyū (anime) : Asami Sanada
Emelenzia a le pouvoir de Béatrice et est surdouée, ayant entré à l'université à l'âge de 12 ans. Elle était orpheline jusqu'à son adoption par la famille Rudiger. Elle essaie d'être assez forte pour soutenir son frère aîné, Johan, qu'elle respecte énormément. Elle admire Ayako parce qu'elle a su lutter aussi bien que Johan lors d'une bataille.
Johan Deiter Rudiger (ヨハン·ディエター·リューディガー, Johan Dietâ Ryûdigâ)
Seiyū (anime) : Takehito Koyasu
Un étudiant universitaire allemand surnommé « le Diable prussien », il est le frère aîné d'Emelenzia est l'un des plus puissants utilisateurs de pouvoir Béatrice au monde. Il lutta contre Ayako, et quoiqu'il n'y eût pas de vainqueur il en ressortit sans blessure ; Ayako fut gravement blessée. C'est parce qu'elle a su lutter contre lui d'égal à égal qu'il veut en faire sa femme et ne considère nul autre digne d'elle, surtout Mamoru. Johan est aussi très intelligent. Il aide l'oncle d'Ayako dans une expédition de recherche des origines de Béatrice.
Tsuneo Abiko (我孫子恒夫, Abiko Tsuneo)
Seiyū (anime) : Taku Kimura
Tsuneo est un étudiant au lycée, le harceleur (stalker) d'Ayako. Il est très bruyant et imposant et ne veut qu'être auprès d'Ayako, qu'il idolâtre.

## Média

### Light novels
La série de light novels écrite par Hiroki Iwata et illustré par Toshiyuki Satô commence sa publication le 25 septembre 2003 chez MediaWorks, qui en a publié neuf volumes.

### Anime
Le premier épisode fut diffusé le 6 octobre 2006 et le dernier le 30 mars 2007 sur la chaîne japonaise WOWOW. Il y a vingt-quatre épisodes.

### Musique
- Chanson du générique de début : MA・MO・RU! de Maho Tomita.
- Chanson du générique de fin : Venus Dream de Hiromi Satô.

### Source
- (en) Cet article est partiellement ou en totalité issu de l’article de Wikipédia en anglais intitulé « Mamoru-kun ni Megami no Shukufuku wo! » (voir la liste des auteurs).